# Astrea (fragata)
La fragata española Astrea (1756-1817), nombre de avocación Santa Catalina Virgen, y originalmente de 26 cañones, es conocida por ser la primera embarcación capitaneada por un italiano que circunnavegó la Tierra, amén de ser la segunda expedición española en hacerlo, después de expedición de Magallanes de 1519 a 1522.

## Circunnavegación
Alejandro Malaspina capitaneó Astrea en su experimental circunnavegación de 1786 a 1788.  Partiendo de Cádiz, en El Callao Malaspina optó por una ruta novedosa, que le llevó a las Filipinas en apenas 75 días, pese a escala de 4 días hecha en Guam, en las Marianas (Nueva España).  Permaneció en Manila seis meses.  Navegando hacia el oeste, hizo escala en Batavia, en las indias orientales holandesas, dobló el cabo de Buena Esperanza antes de fondear nuevamente en Cádiz a su regreso.
Escogió Malaspina Astrea adrede, puesto que la conocía bien.  Ya en 1775 se había embarcado en ella, en la victoriosa defensa del sitio de Melilla.
Distó la circunnavegación de Astrea de ser la  primera visita de la fragata a Manila, puesto que ya había amarrado en dicho puerto previamente en las expediciones directas Metrópolis-Filipinas de 1770-71, 1775-76, y 1777-79, realizadas vía África, y parte de una serie que buscaba romper el monopolio de Acapulco y aumentar el acercamiento al oriente español.

## Construcción
Puesta su quilla en Cartagena el 21 de noviembre de 1753 con la advocación de Santa Catalina Virgen, fue botada el 29 de marzo de 1756, de 560 toneladas, con 40 metros de eslora y 9,7 metros de manga, y con hasta 280 hombres. Era buque gemelo en una clase de 7 fragatas, entre las cuales se dotó a Venus y Astrea de almacenes extraordinarios para víveres y repuestos, habilitándoseles especialmente así para largos trayectos a América y a las Filipinas.
Evaluada su condición en Cádiz en 1784, se determinó que le restaba media vida útil, y que su armamento era entonces de 24 cañones de a ocho, más 8 cañones de a seis. Con el nuevo reglamento de 1786, se le ascendió a 34 piezas (26 de a doce, conservando las 8 de a seis, que se dividieron en 6 para el alcázar y 2 en el castillo), amén de los 12 obuses de a tres que se establecieron como norma de la flota en 1790.

## Historial
En 1794 quiso la Real Compañía de Filipinas fletar Astrea para un viaje a Manila, pero al no estar disponible la fragata —por haber partido en viaje a Lima—, no hubo viaje ese año.
A principios del siglo xix, la nave insignia de la flota de El Callao, cuya responsabilidad se extendía del Cabo de Hornos a aguas mucho más al norte de los límites del virreinato del Perú, era la ya cincuentona Astrea, la cual sufrió bajas y serias averías en una desesperada defensa en Paita en 1805 ante los meros corsarios Port-au-Prince y Lucy, que la atacaron repetidamente.  En 1807 la fragata HMS Cornwallis, botada en Bombay en 1801, y de 1388 toneladas y de 38 piezas de 42 y 24 libras, hostigaba el comercio pacífico interamericano, saqueando poblados y capturando y hundiendo numerosas embarcaciones. Los historiadores Ortiz-Sotelo y King consideran Astrea afortunada por haber llegado a Paita —procedente de Panamá— a fines de julio y haber pronto partido en búsqueda de la Cornwallis (que nunca encontró) pues, a su juicio, de haber aún estado en Paita al ser ésta atacada del 3 al 4 de agosto, bien hubiese podido ser el fin de Astrea.